# Joseba Andoni Lakarra
Joseba Andoni Lakarra Andrinua (Arratzu, 1 de enero de 1962) es un filólogo, escritor y académico de la lengua vasca.

## Biografía
Joseba Lakarra se licenció en filología vasca en 1983 y se doctoró en 1994 con la tesis XVIII. Mendeko Hiztegigintzaren Etorkiez en la Universidad del País Vasco. Desde 2005 es profesor catedrático de la misma universidad y se ha especializado en la prehistoria y la historia del vasco, y en la edición y análisis de textos antiguos.
Joseba Lakarra es miembro del comité de redacción de ASJU (International Journal of Basc Linguistics and Philology) y de Fontes Linguae Vasconum. También es miembro titular de Euskaltzaindia desde 1991, de la que fue nombrado miembro correspondiente en 2007.
Joseba Lakarra se ha especializado en el protovasco, y ha hecho observaciones polémicas sobre la problemática «vascoibérica», en un artículo publicado en la revista científica Oihenart. Cuadernos de Lengua y Literatura.